# Campeonato Mundial de Halterofilia de 1904
El V Campeonato Mundial de Halterofilia se celebró en Viena (Austria) entre el 17 y el 18 de abril de 1904 bajo la organización de la Federación Internacional de Halterofilia (IWF) y la Federación Austríaca de Halterofilia.
En el evento participaron 13 halterófilos de 4 federaciones nacionales afiliadas a la IWF.

## Medallistas
| Evento            | Oro                     | Plata               | Bronce                    |
| ----------------- | ----------------------- | ------------------- | ------------------------- |
| Categoría abierta | Josef Steinbach Austria | Josef Grafl Austria | Johann Staudinger Austria |

## Medallero
| Núm. | País    | Oro | Plata | Bronce | Total |
| ---- | ------- | --- | ----- | ------ | ----- |
| 1    | Austria | 1   | 1     | 1      | 3     |
|      | TOTAL   | 1   | 1     | 1      | 3     |